# Quararibea obovalifolia
Quararibea obovalifolia är en malvaväxtart som beskrevs av Henri François Pittier. Quararibea obovalifolia ingår i släktet Quararibea och familjen malvaväxter. Inga underarter finns listade i Catalogue of Life.